# C-Dur
C-Dur ist eine Tonart des Tongeschlechts Dur, die auf dem Grundton c aufbaut. Die Tonart C-Dur wird in der Notenschrift ohne Vorzeichen geschrieben. Auch die entsprechende Tonleiter und der Grundakkord dieser Tonart (die Tonika c-e-g) werden mit dem Begriff C-Dur bezeichnet.
C-Dur wird häufig als hell, klar, festlich oder als die Tonart der „Einfachheit“ beschrieben, wenn auch weniger glänzend als die Kreuztonarten. Vergleiche dazu den Artikel Tonartencharakter.
Da keine Vorzeichen zu beachten sind, sind zum Beispiel auf dem Klavier besonders viele leichte Stücke für Anfänger in C-Dur gesetzt – Selbiges gilt für die Paralleltonart a-Moll. Auch geht man in einem Großteil der Harmonie-Lehrbücher am Anfang von C-Dur/a-Moll aus und führt schwerere Tonarten eher später ein (meist über eine am Quintenzirkel orientierte Fortschreitung). Eine der wenigen Harmonielehren, die von dieser Methodik abweicht, ist die „Neue Jazz-Harmonielehre“ von Frank Sikora.
C-Dur ist zwar auf Tasteninstrumenten die einfachste Skala, jedoch bei transponierenden Blasinstrumenten weniger leicht umzusetzen. So ist beispielsweise auf einer Trompete oder Klarinette in B die Skala B-Dur wesentlich einfacher zu spielen.
Der Titel des Stücks In C von Terry Riley nimmt auf die Tonart C-Dur Bezug.

## Einordnung der Tonart
| Vorzeichen: | 7♭ +fes | 6♭ +ces | 5♭ +ges | 4♭ +des | 3♭ +as | 2♭ +es | 1♭ +b |   | 1♯ +fis | 2♯ +cis | 3♯ +gis | 4♯ +dis | 5♯ +ais | 6♯ +eis | 7♯ +his |
| Dur:        | Ces     | Ges     | Des     | As      | Es     | B      | F     | C | G       | D       | A       | E       | H       | Fis     | Cis     |
| Moll:       | as      | es      | b       | f       | c      | g      | d     | a | e       | h       | fis     | cis     | gis     | dis     | ais     |